# Bundesautobahn 352
La Bundesautobahn 352, abbreviata anche in BAB 352, è una autostrada tedesca, lunga 17 km, che collega tra di loro le autostrade BAB 2 e BAB 7, a nord della città di Hannover. Collega inoltre la città con l'aeroporto Hannover-Langenhagen.

## Percorso

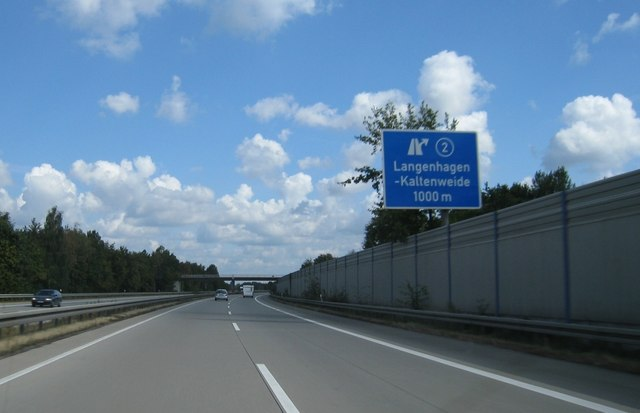
L'uscita n.2 della BAB 352

| BAB 352 |           |                               |      |                |                |
| Tipo    | n° uscita | Indicazione                   | km   | Corrispondenze | Strada europea |
|         | 1         | Trivio di Hannover Nord       | 0,0  |                |                |
|         | 2         | Langenhagen - Kaltenweide     | 7,6  |                |                |
|         | 3a        | Hannover Flughafen (Nordteil) | 11,2 |                |                |
|         | 3b        | Hannover Flughafen (Sudteil)  | 12,3 |                |                |
|         | 4         | Engelbostel                   | 15,9 |                |                |
|         | 5         | Trivio di Hannover West       | 17,3 |                |                |